# Baliqchi
Baliqchi (russisch Балыкчи Balyktschi) ist eine Stadt in der usbekischen Viloyat Andijon im Ferghanatal und Hauptort des gleichnamigen Bezirks.
Die Stadt liegt etwa 40 km nordwestlich der Viloyathauptstadt Andijon an der Grenze zu der benachbarten Viloyat Namangan und etwa 20 km südöstlich von deren Viloyathauptstadt Namangan. Nördlich der Stadt fließt der Qoradaryo, der sich östlich der Stadt mit dem Naryn (Fluss) zum Syrdarja vereinigt.
Gemäß der Bevölkerungszählung 1989 hatte die Stadt 3699 Einwohner.